# Coll de Mamisson
El coll de Mamisson (georgià: მამისონის უღელტეხილი, Mamisonis ughelt’ekhili; osseta: Мамысоны æфцæг, Mamysony æfcæg; rus: Мамисо́нский перева́л, Mamissonski pereval) és una collada d'alta muntanya a la carena de la serralada del Gran Caucas, a una alçada de 2911 msnm. Està situat a la frontera entre Geòrgia i Rússia separant Ossètia del Nord (Rússia) a l'est i Geòrgia a l'oest, concretament a la regió de Ratxa (mkhare de Ratxa-Letxkhumi i Baixa Svanètia). Hi passa un camí de comunicació històric entre el Caucas Nord i el Caucas Sud denominat Carretera Militar Osseta, que connecta Alaguir amb Kutaïssi, per bé que no és una carretera asfaltada.
Al vessant est (osseta) hi ha la vall que forma el riu Ardon, mentre que al vessant oest (georgià) hi ha la vall del riu Rioni.